# Янчик рододендровий
Я́нчик рододендровий (Pteruthius aeralatus) — вид горобцеподібних птахів родини віреонових (Vireonidae). Мешкає в Південно-Східній Азії. Раніше вважався підвидом білобрового янчика, однак були визнаний окремим видом.

## Підвиди
Виділяють шість підвидів:
- P. a. validirostris Koelz, 1951 — від східних Гімалаїв до західної М'янми;
- P. a. ricketti Ogilvie-Grant, 1904 — від північно-східної М'янми до південно-східного Китаю, північного і центрального Індокитаю;
- P. a. aeralatus Blyth, 1855 — східна М'янма і західний Таїланд;
- P. a. schauenseei Deignan, 1946 — південний Таїланд;
- P. a. cameranoi Salvadori, 1879 — Малайський півострів і Суматра;
- P. a. robinsoni Chasen & Kloss, 1931 — Калімантан.

## Поширення і екологія
Рододендронові янчики поширені в Індії, Непалі, Бутані, Китаї, М'янмі, Таїланді, В'єтнамі, Лаосі, Камбоджі, Малайзії, Індонезії та Брунеї. Вони живуть у вологих гірських тропічних лісах і високогірних чагарникових (зокрема рододендронових) заростях.